# Filipe de Magalhães
Filipe de Magalhães, Philippus Magaleniens (ur. około 1571 w Azeitão, zm. 17 grudnia 1652 w Lizbonie) – portugalski kompozytor.

## Życiorys
Kształcił się u Manuela Mendesa w Évorze, był też chórzystą katedry w tym mieście. W 1602 roku został chórzystą kapeli królewskiej w Lizbonie, w latach 1623–1641 pełnił funkcję jej kapelmistrza. Tworzył polifoniczne kompozycje religijne o silnie emocjonalnym charakterze.

## Kompozycje
(na podstawie materiałów źródłowych)
- Cantus ecclesiasticus commendandi animas corporaque na 3–5 głosów (Lizbona 1614, 3. wyd. pt. Cantum ecclesiasticum 1691)
- Missarum liber cum antiphonis domincalibus in principio, et motetto pro defunctis na 4–6 głosów (Lizbona 1636)
- Cantica beatissimae virginis (Lizbona 1636)
- Domine, probasti me na głosy (b.d.)